# Hoppenkamp
Hoppenkamp ist ein Ortsteil im Stadtteil Bensberg von Bergisch Gladbach.

## Geschichte
Der Siedlungsname Hoppenkamp  greift eine alte Gewannenbezeichnung auf, die auch in dieser Form im Urkataster verzeichnet ist. In der zweiten Hälfte des 17. Jahrhunderts wurde die Flurbezeichnung bereits in einem Verzeichnis der an den Burgherrn zu zahlenden Herrenpacht genannt. Das Bestimmungswort Hoppen ist eine kölnisch/rheinische mundartliche Bezeichnung für den Hopfen. Das Wort Kamp bedeutet ein Stück Land. Hier ist also in früherer Zeit auf einem Feld Hopfen geerntet worden, den man als Grundstoff für alkoholische Biere benutzt hat.